# Fantacomix day
Fantacomix day è una collana mensile di volumi a fumetti sudamericani di carattere fantascientifico pubblicata dalla Eura Editoriale nel 1997 in quattro uscite.
La particolarità di questa edizione era quella di presentare due fumetti diversi per volume.

## Serie pubblicate
- Barbara
- L'Eternauta
- La città
- Robin delle stelle

## Elenco delle uscite
| Nr. | Serie              | Titolo        | Sceneggiatura            | Disegni                | Data di pubblicazione | Nr. Pagine |
| --- | ------------------ | ------------- | ------------------------ | ---------------------- | --------------------- | ---------- |
|     |                    |               |                          |                        |                       |            |
| 1   | L'Eternauta        | prima parte   | Héctor Germán Oesterheld | Francisco Solano López | 8 gennaio 1997        | 400        |
| 1   | Barbara            | prima parte   | Ricardo Barreiro         | Juan Zanotto           | 8 gennaio 1997        | 400        |
|     |                    |               |                          |                        |                       |            |
| 2   | L'Eternauta        | seconda parte | Héctor Germán Oesterheld | Francisco Solano López | 24 febbraio 1997      | 400        |
| 2   | Barbara            | seconda parte | Ricardo Barreiro         | Juan Zanotto           | 24 febbraio 1997      | 400        |
|     |                    |               |                          |                        |                       |            |
| 3   | L'Eternauta        | terza parte   | Héctor Germán Oesterheld | Francisco Solano López | 29 aprile 1997        | 388        |
| 3   | Barbara            | terza parte   | Ricardo Barreiro         | Juan Zanotto           | 29 aprile 1997        | 388        |
|     |                    |               |                          |                        |                       |            |
| 4   | La città           | 1             | Ricardo Barreiro         | Juan Giménez           | 24 giugno 1997        | 388        |
| 4   | La città           | 2             | Ricardo Barreiro         | Luis Garcia Duran      | 24 giugno 1997        | 388        |
| 4   | Robin delle stelle |               | Carlos Trillo            | Enrique Breccia        | 24 giugno 1997        | 388        |
|     |                    |               |                          |                        |                       |            |